# Circle Pines
Circle Pines é uma cidade localizada no estado americano de Minnesota, no Condado de Anoka.

## Demografia
Segundo o censo americano de 2000, a sua população era de 4663 habitantes.
Em 2006, foi estimada uma população de 5418, um aumento de 755 (16.2%).

## Geografia
De acordo com o United States Census Bureau tem uma área de
5,0 km², dos quais 4,5 km² cobertos por terra e 0,5 km² cobertos por água. Circle Pines localiza-se a aproximadamente 275 m acima do nível do mar.

## Localidades na vizinhança
O diagrama seguinte representa as localidades num raio de 8 km ao redor de Circle Pines.